# Барсуково (Калтасинский район)
Барсуко́во (баш. Бурһыҡ) — деревня в Калтасинском районе Республики Башкортостан Российской Федерации. Входит в состав Нижнекачмашевского сельсовета.

## География

### Географическое положение
Расстояние до:
- районного центра (Калтасы): 5 км,
- центра сельсовета (Нижний Качмаш): 9 км,
- ближайшей ж/д станции (Янаул): 68 км.

## Население
| 2002 | 2009 | 2010 |
| ---- | ---- | ---- |
| 23   | ↘20  | ↘12  |

Национальный состав
Преобладающая национальность - татары.